# Eusebio de Almeida
Eusébio Herminio Correia de Almeida (* 9. Juni 1985 in Dili, Osttimor), auch in der Schreibweise Eusébio de Almeida oder kurz Eusébio bekannt, ist ein osttimoresischer Fußballspieler auf der Position des Zentralen Mittelfelds. Er ist ehemaliger osttimoresischer Fußballnationalspieler und aktuell für den Hauptstadtklub Boavista FC aktiv.

## Karriere

### Verein
Almeida begann seine Profikarriere im Jahr 2005 im Verein FC Porto Taibesse in der damals erstklassigen Super Liga. Für den Hauptstadtklub spielte er zwölf Jahre, konnte in dieser Zeit jedoch keine Erfolge verzeichnen. Als der Verein am Ende der Saison 2017 als Tabellenletzter abstieg, wechselte er zum Stadtrivalen Académica FC. Nach nur einer Saison verließ er den Verein und wechselte innerhalb der Liga zu Atlético Ultramar nach Manatuto. Hier gewann er in seiner Debütsaison den Nationalen Pokal. Im Finale erzielte Almeida selbst das Tor zum 3:1 (Endstand 3:2) und war somit maßgeblich am Pokalerfolg der Mannschaft beteiligt. Das Endspiel um den Supercup ging hingegen mit 2:0 verloren. Nachdem der Verein in der neuen Saison mit den letzten Tabellenplatz abschloss und abstieg, wechselte Almeida zurück in die Hauptstadt Dili zum Verein Boavista FC. In seiner Debütsaison erreichte er mit den Verein den dritten Platz in der K.o.-Phase um die Meisterschaft. Im Nationalen Pokal schied er mit der Mannschaft erst im Halbfinale, gegen den späteren Sieger Lalenok United aus.

### Nationalmannschaft
Sein Debüt für die osttimoresische Fußballnationalmannschaft gab Almeida am 21. Oktober 2007 im Rahmen der Qualifikation zur Fußball-Weltmeisterschaft gegen die Auswahl von Hongkong. Er nahm an Qualifikationsspielen zur Fußball-Weltmeisterschaft (2010, 2014, 2018) und der Südostasienmeisterschaft (2008, 2010, 2012, 2014) teil, konnte jedoch keine nennenswerten Erfolge erzielen. Er war zusammen mit Anggisu Barbosa und Ade Trindade Teil der Mannschaft, die am 5. Oktober 2012 das erste Länderspiel für die A-Nationalmannschaft Osttimors gewinnen konnte. Seinen letzten Einsatz im Trikot der Nationalelf absolvierte Almeida am 12. November 2015 gegen die Mannschaft der Vereinigten Arabischen Emirate.

### Erfolge
Verein
- Osttimoresischer Pokal: 2018